# Paule Herreman
Paule Herreman (Elsene, 1919 - ?, 3 oktober 1991) was een televisiepresentatrice van de RTBF, de Belgische Franstalige openbare omroep.
Paule Herreman was de oudste dochter van de Vlaamse dichter en journalist Raymond Herreman die vanuit Menen naar Elsene was uitgeweken. Zij werd tweetalig opgevoed, studeerde Germaanse filologie en begon te werken in de Senaat, waar haar vader redacteur van het Beknopt Verslag was, als stenografe en verslaggeefster.
In 1944 begon Herreman bij de Franstalige afdeling van het NIR als radiopresentatrice en werd er het hoofd van de omroepers. In 1954 verhuisde ze van de radio naar de televisie en verzorgde er in het aanvangsfase vooral de culturele uitzendingen waarbij ze ook de interviews voor haar rekening nam.
Vanaf het midden van de jaren 1960 stapte ze over naar de meer populaire programma's. Ze versloeg voor de Franstalige openbare omroep de uitzendingen van het Eurovisiesongfestival (tien maal, in de periode van 1959 tot 1979), Spel Zonder Grenzen (van 1967 tot 1982) en presenteerde gedurende ruim acht jaar populaire programma's zoals de toeristische quiz Visa pour le Monde. Tussen 1969 en 1980 was ze de Belgische vertegenwoordigster in het internationale televisieprogramma Le Francophonissime over de Franse taal.
Herreman speelde ook een aantal rollen in zowel Nederlandstalige als Franstalige films en televisieseries. Ze speelde onder meer mee in Vechten voor onze rechten (1962) over de grote stakingen naar aanleiding van de Eenheidswet en in Blueberry Hill van Robbe De Hert uit 1989 waar ze een huisvrouw speelde. Ze verscheen in de clip van het nummer Break It Up dat door atleet Carl Lewis in 1987 werd opgenomen als oudere dame in badpak.
Paule Herreman was zeer geliefd en had een kenmerkende smakelijke lach. In 2005 eindigde zij op de 97e plaats op de Waalse lijst van nominaties voor de Grootste Belg die door de RTBF werd uitgezonden. Op 23 februari 2007 zond de omroep een herdenkingsprogramma uit.